# Белевич, Елена Иосифовна
Елена Иосифовна Белевич (30 октября 1924 — 2 мая 1943) — участница партизанского движения в УССР времён Великой Отечественной войны.

## Биография
Родилась 30 октября 1924 года в Чернигове. В 1939—1941 годах училась в средней общеобразовательной школе № 10 (теперь — коллегиум № 11). Возглавляла школьную комсомольскую организацию.
С началом оккупации Чернигова войсками вермахта во время Великой Отечественной войны создала подпольную группу «Юные патриоты» (насчитывала 21 человек, в том числе девять одноклассников Белевич).
Под руководством Белевич в 1941—1943 годах пионеры и комсомольцы расклеивали антинацистские листовки, укрывали советских воинов, переправляли их к партизанам, собирали разведданные. Благодаря владению немецким языком Белевич удалось наладить контакт с представителем немецкой оккупационной администрации — лейтенантом Хельмутом Байхофером. Кроме того, удалось найти подход к переводчику местного гестапо Виктору Филипчуку и сотруднику газеты «Украинское Полесье» Антону Кулыбе.
«Юным патриотам», вероятно, удалось установить связь с диверсионной группой К. С. Гнидаша, а предположительно, в январе 1943 года, из-за угрозы арестов, о которых, якобы, заранее предупредил Хельмут Байхофер, группа Белевич отошла в леса, где влилась в новый партизанский отряд им. М. М. Коцюбинского под командованием Н. М. Таранущенко.
По свидетельствам Н. М. Таранущенко, 27 апреля 1943 года Белевич участвовала в уничтожении отряда войск СС в с. Кувечичи, Черниговская область (в ответ немецкими частями в селе 28 апреля была проведена карательная акция — сожжено 270 дворов и казнены 160 человек местного населения).
Во время разведки у белорусского с. Иолча разведывательная группа, в составе Елены Билевич и белоруса Михаила Симоненко, была схвачена, отправлена в с. Асаревичи и там убита 2 мая 1943 года.
Указом Президиума Верховного Совета СССР от 2 мая 1945 Белевич Е. И. посмертно награждена орденом Отечественной войны I степени.

## Мистификации и несоответствия в биографии
Биография Белевич была изложена несколькими авторами, каждый из которых, опираясь на предыдущего, одновременно вносил собственные версии, что, впрочем, учитывая минимальное количество документальных свидетельств о деятельности партизанки, привело к появлению большого количества несоответствий и пропагандистских мистификаций.
Так, существует три наиболее цитируемые версии деятельности подпольщицы во время Великой Отечественной войны:

### Версия Морозова
Была изложена в статье «Черниговская Зоя» в 1959 году. С учётом официального изложения, автор также приводит следующее:
- подпольная деятельность Белевич началась с подслушивания разговоров квартированного в доме одноклассницы (Е. Зозули) немецкого жандарма, с последующей передачей данных партизанам (базируется на воспоминаниях Е. Зозули, однако не соответствует версии Г. Кузнецова);
- в газете «Правда» за февраль 1942 члены группы Белевич узнали о подвиге З. Космодемьянской, что вдохновило их присоединиться к партизанам (с 9 сентября 1941 года по 21 сентября 1943 Чернигов был оккупирован и газету «Правда» достать было невозможно);
- в конце 1942 года группа Белевич вышла на связь с партизанским отрядом, которым руководил Н. Таранущенко (не соответствует версиям В. Манойленко и Г. Кузнецова).

### Версия В. Манойленко
Была изложена в ряде статей 1983—1984 годов и, впоследствии, в книге «Елена Белевич: документальная повесть» (1991). С учётом официального изложения, автор также приводит следующее:
- с Н. Таранущенко Белевич была знакома с осени 1941 года и именно по его заданию она стала вести подпольную деятельность (не соответствует версиям В. Морозова и Г. Кузнецова);
- 15 апреля 1943 года Белевич во главе группы партизан участвовала в разгроме значительных немецких сил в урочище Ревунов Круг (в указанной операции участвовал Казачий партизанский отряд имени С. Буденного, которым командовал В. Сарычев; группа Белевич в него не входила);
- Белевич похоронили заживо вместе с застреленным М. Симоненко (согласно отчёту Черниговского обкома ЛКСМУ от 15 апреля 1946 года, Белевич была заживо сожжена; также не соответствует версиям В. Морозова и Г. Кузнецова).

### Версия Г. Кузнецова
Была изложена в статье «Подвиг комсорга» в 1986 году и повторена с некоторыми приложениями в статье от 2008 года в газете «Серп и молот». С учётом официального изложения, автор также приводит следующее:
- подпольная деятельность Белевич началась с подслушивания разговоров квартированного в доме одноклассницы (Е. Зозули) немецкого чиновника гестапо, которое располагалось рядом — в помещении школы № 10, с последующей передачей данных партизанам (якобы, тоже со слов Е. Зозули, но не соответствует версии В. Морозова, кроме того, гестапо было расположено в другом здании — в центре города, на ул. Пятницкой, по крайней мере административная часть);
- в январе 1943 года группа Белевич числом в 17 человек вышла на связь с партизанским отрядом, которым руководил Н. Таранущенко (не соответствует версиям В. Морозова и В. Манойленко; версия базируется на документе, который не может ни подтвердить, ни опровергнуть её).

### Обстоятельства смерти
Кроме указанных несоответствий, неизвестно также об обстоятельствах смерти и точное место захоронения: считается, что Белевич и Симоненко были привезены в немецкую комендатуру в с. Асаревичи, допрошены, а впоследствии — убиты у жандармерии и похоронены в колхозном саду.
В 1986 году в школьном саду были случайно обнаружены останки двух человек, они были опознаны на основании антропологической экспертизы (без углублённой судебно-медицинской) как тела подпольщиков — Белевич и Симоненко — и торжественно перезахоронены в с. Асаревичи 9 мая 1987 года.
Однако, ряд документов ставит эту версию под сомнение:
Н. М. Таранущенко в отчёте не вспоминает факт и обстоятельства смерти Белевич:
Белевич Лена, чл. КСМ, разведчица. Несколько раз ходила в гор. Чернигов, добывала ценные сведения. Во время разведки в селе Иолча БССР Е. Белевич была схвачена немцами.
Из справки Национального архива Республики Беларусь:
...сведений об участии Белевич Елены… ...Симоненко Михаила в партизанском движении и подпольной деятельности на территории Белоруссии… ...их гибели и месте захоронения не обнаружено.
Из справки Зонального государственного архива в Мозыре:
...в поимённых списках расстрелянных, повешенных, замученных советских граждан сведений о Белевич Елене и Симоненко Михаиле не обнаружено. …сведений о немецкой комендатуре и жандармерии в д. Асаревичи не обнаружено.

## Подставное присвоение звания Героя СССР
Впервые имя Белевич в контексте присвоении звания Героя Советского Союза появилось в публикации Г. Кузнецова «Звезда первой величины» в газете «Черниговские ведомости» за 28 октября 1994 года. В статье утверждалось, что Черниговский обком ЛКСМУ обратился в 1966 году к Президиуму Верховного Совета СССР с ходатайством о присвоении Белевич звание Героя Советского Союза. Однако представление, якобы, было написано не аргументировано, поэтому было возвращено в Чернигов и больше нигде не фигурировало. Однако, как свидетельствуют материалы Госархива Черниговской области, в протоколах бюро обкома ЛКСМУ за 1966 год ни упоминаний о ходатайстве к Президиуму Верховного Совета СССР, как и ответов от этого органа, не обнаружено.
В 1997 году Сажи Умалатова вручила родственникам Белевич «Указ Президиума Верховного Совета СССР о присвоении звания Героя Советского Союза» и соответствующие награды. Документ был передан в Музей правоохранительных органов в Чернигове. Однако, указанный факт никоим образом не может быть трактован, как присвоение звания Героя Советского Союза, поскольку документ и награда вручены от имени незарегистрированного так называемого «Постоянного президиума съезда народных депутатов СССР», самопровозглашённым председателем которой была Сажи Умалатова. Они не имеют отношения к настоящим решениям Президиума Верховного Совета СССР и наградной системе СССР. Сама Сажи Умалатова в 2002 году была предупреждена Министерством юстиции Российской Федерации, в случае продолжения ею самовольной противозаконной выдачи наград и почётных званий бывших СССР и РСФСР, а также РФ, она будет привлечена к уголовной ответственности.

## Память
В 1964 году именем Билевич Е. И. названа бывшая улица Вольности в Чернигове. В связи с реконструкцией, улица в настоящее время не существует. В 1986 году именем Билевич Е. И. повторно названа улица в Чернигове.
В 1969 году в Чернигове на фасаде дома бывшей общеобразовательной школы № 10 по ул. Мира, 137 (ныне — коллегиум № 11), где с 1939 по 1941 год училась Белевич Е. И., установлена мемориальная доска. В 2003 году в связи с реконструкцией памятную доску, установленную в 1969 году на фасаде коллегиума № 11, заменили на новую. При замене допущена ошибка — Белевич Е. И. названа Героем Советского Союза, что не соответствует действительности. В учебном заведении также действует музей.
В 1987 году на месте перезахоронения вероятно Белевич и Симоненко в с. Асаревичи установлен памятный знак.